# Нигерија на Светском првенству у атлетици у дворани 2018.
Нигерија је учествовала на 17. Светском првенству у атлетици у дворани 2018. одржаном у Бирмингему од 1. до 4. марта седамнаести пут, односно учествовала је на свим првенствима до данас. Репрезентацију Нигерије представљало је 9 такмичара (2 мушкараца и 7 жена), који су се такмичили у 5 дисциплине (2 мушке и 3 женске).,
На овом првенству такмичари Нигерије нису освојили ниједну медаљу нити су оборили неки рекорд.
У табели успешности према броју и пласману такмичара који су учествовали у финалним такмичењима (првих 8 такмичара) Нигерија је са 1 учесником у финалу делила 46. место са 2 бодова.
| Плас. | Земља    | 1. место | 2. место | 3. место | 4. место | 5. место | 6. место | 7. место | 8. место | Бр. финал. | Бод. |
| ----- | -------- | -------- | -------- | -------- | -------- | -------- | -------- | -------- | -------- | ---------- | ---- |
| =46.  | Нигерија | 0        | 0        | 0        | 0        | 0        | 0        | 1        | 0        | 1          | 2    |

## Учесници
| Мушкарци: - Chidi Okezie — 400 м - Chukwuebuka Enekwechi — Бацање кугле | Жене: - Патјенс Окон Џорџ — 400 м, 4 х 400 м - Олуватобилоба Амусан — 60 м препоне - Линдси Линдлеј — 60 м препоне - Регина Џорџ — 4 х 400 м - Глори Ономе Натаниеле — 4 х 400 м - Јинка Ајаји — 4 х 400 м - Емералд Егвим — 4 х 400 м |  |

## Резултати

### Мушкарци
| Атлетичар             | Дисциплина   | Лични рекорд | Квалификације | Квалификације | Полуфинале | Полуфинале | Финале               | Финале       | Детаљи |
| Атлетичар             | Дисциплина   | Лични рекорд | Резултат      | Место         | Резултат   | Место      | Резултат             | Место        | Детаљи |
| --------------------- | ------------ | ------------ | ------------- | ------------- | ---------- | ---------- | -------------------- | ------------ | ------ |
| Chidi Okezie          | 400 м        | 46,48        | 46,91 кв      | 3. у гр. 2    | 48,53      | 5. у гр. 3 | Није се квалификовао | 17 / 25 (32) |        |
| Chukwuebuka Enekwechi | бацање кугле | 20,89        |               |               |            |            | 19,78                | 14 / 16      |        |

### Жене
| Атлетичарка                                                                       | Дисциплина   | Лични рекорд | Квалификације   | Квалификације   | Полуфинале            | Полуфинале            | Финале                | Финале                | Детаљи |
| Атлетичарка                                                                       | Дисциплина   | Лични рекорд | Резултат        | Место           | Резултат              | Место                 | Резултат              | Место                 | Детаљи |
| --------------------------------------------------------------------------------- | ------------ | ------------ | --------------- | --------------- | --------------------- | --------------------- | --------------------- | --------------------- | ------ |
| Патјенс Окон Џорџ                                                                 | 400 м        | 50,71 о      | Није стартовала | Није стартовала | Није се квалификовала | Није се квалификовала | Није се квалификовала | Није се квалификовала |        |
| Олуватобилоба Амусан                                                              | 60 м препоне | 7,89         | 7,95 (.947) КВ  | 1. у гр. 5      | 7,91 кв               | 3. у гр. 1            | 8,05                  | 7 / 36 (37)           |        |
| Линдси Линдлеј                                                                    | 60 м препоне | 8,04         | 8,17 КВ         | 4. у гр. 4      | 8,08                  | 4. у гр. 2            | Није се квалификовала | 13 / 36 (37)          |        |
| Патјенс Окон Џорџ, Регина Џорџ, Глори Ономе Натаниеле, Јинка Ајаји, Емералд Егвим | 4 х 400 м    |              | Није стартовала | Није стартовала |                       |                       | Није се квалификовала | Није се квалификовала |        |